# Premio Nacional del Deporte (México)
El Premio Nacional del Deporte, es una distinción otorgada por el gobierno federal mexicano, a través de la Comisión Nacional de Cultura Física y Deporte (adscrita a la Secretaría de Educación Pública), en reconocimiento a los deportistas, entrenadores, jueces o árbitros que han sobresalido en el ámbito respectivo. Jurídicamente dicha distinción se encuentra prevista en la «Ley de Premios, Estímulos y Recompensas Civiles».

## Premiación y antecedentes
El Premio Nacional de Deportes se concede a lo más destacado en el año que se califica. El Consejo de Premiación se integra por los titulares de la Secretaria de Educación Pública, de las comisiones de deporte de la Cámara de Diputados y del Senado de la República, de la misma Comisión Nacional de Cultura Física y Deporte, del Comité Olímpico Mexicano y del Comité Paralímpico Mexicano. Los premios consisten en una medalla de primera clase, un diploma y una remuneración económica. Si el premio se otorga a un grupo o equipo de deportistas, el conjunto recibirá un diploma y cada uno de los individuos medalla.
Estos premios se conceden a los candidatos propuestos por asociaciones deportivas nacionales, así como las asociaciones deportivas registradas y reconocidas por la CONADE, o por los responsables de la información deportiva difundida en la prensa escrita, radio o televisión, quienes lo pueden proponer a través de las asociaciones deportivas nacionales o asociaciones deportivas registradas.
Las candidaturas se proponen al consejo de premiación entre el 1 de septiembre y el 15 de octubre de cada año. La calificación se lleva a cabo por un grupo de jueces integrados de la siguiente manera: uno del Comité Olímpico Mexicano, uno de la Confederación Deportiva Mexicana, uno del Comité Paralímpico Mexicano y uno de la misma Comisión Nacional de Cultura Física y Deporte, un ex galardonado por el mismo premio, un medallista olímpico, un medallista paralímpico, un representante de la prensa deportiva, uno de la radio y uno de la televisión. Es entregado de manos del Presidente de la República en ceremonia pública que coincida con la conmemoración de la Revolución Mexicana.
El premio surgió en 1975 y solo contemplaba la entrega del reconocimiento a uno o varios deportistas, exclusivamente del ámbito amateur, sin categorizar; si bien normalmente respondían a un destacado logro ocurrido en el año de su entrega, la normativa solo establecía que se daba por trayectoria, no por actuación sobresaliente y de manera única, por lo que en muchas ocasiones el premio omitió participaciones destacadas de deportistas que ya lo habían ganado con anterioridad. Además de la exclusión de los deportistas profesionales, que en mucho casos (futbolistas, boxeadores y beisbolistas especialmente) superaban los logros del deporte amateur. Desde 2003 los deportistas ganadores pueden aspirar a repetir el reconocimiento y a partir de 2012 se califica únicamente las actuaciones del año de la entrega.
Dado que solo se consideraba la actuación general del deporte y sus atletas, no contempló ninguna categoría diferente, hasta que en 1984 se creó la modalidad de "deportista paralímpico" cuando se otorgó el premio a Gregoria Gutiérrez Juárez, de atletismo en silla de ruedas, tras ganar ocho medallas en los Juegos Paralímpicos de Nueva York y Stoke Mandeville 1984: una presea de oro, cuatro de plata y tres de bronce. Aunque no fue una categoría fija, solo se entregó en situaciones extraordinarias en 1988, 1990, 1992, 1993 y 1996, hasta su establecimiento definitivo en 2001 (aunque declarándose desierta en 2005). La categoría de entrenador fue creada en 1995; la categoría de deportista profesional fue establecida en 2001 (desierta en 2002, 2003, 2008 y 2019); la de fomento deportivo se estableció hasta 2005, pero ya había sido entregada excepcionalmente en 1985, 1988, 1995 y 2002, solo estuvo desierta posteriormente en 2006 y 2021. Finalmente en 2012 se estableció la de árbitro-juez (desierta en 2015 y 2018) y se creó el Premio Nacional de Mérito Deportivo como reconocimiento a destacadas carreras de deportistas en retiro o activos, sin embargo este fue convertido en la categoría de trayectoria deportiva en 2020.
Desde ese año el premio se dividió en las siguientes modalidades:
1. En el deporte no profesional;
2. En el deporte profesional;
3. En el deporte paralímpico;
4. Al entrenador;
5. Al juez-árbitro;
6. A la trayectoria deportiva;
7. Al fomento y promoción del deporte;.

## Ganadores
Hasta 2024 se han entregado 249 premios, sobresaliendo como máximas ganadoras con tres galardones: Ana Gabriela Guevara (1999, 2004 y 2005), Maria del Rosario Espinoza (2007, 2008 y 2016), Lorena Ochoa (2001, 2006 y 2007), Paola Espinosa (2003, 2007 y 2009) y Nely Miranda (2008, 2013 y 2015); además del caso de Amalia Pérez que lo ganó en una ocasión en equipo (1993) y dos individualmente (2008 y 2015). Es importante recordar que hasta 2002 solo se podía recibir el premio en una ocasión y es desde 2003 que se permitió la obtención de más reconocimientos, incluso de forma consecutiva.
Por otro lado, entre las disciplinas con más reconocimientos, destaca, en primer lugar, el atletismo, con 36 premios otorgados, en especial a la disciplina de caminata, que ha recibido 15 de estos premios; clavados ha obtenido 21 y taekwondo 19.

### 1975-1980
| Año  | Deporte no profesional                                    |
| ---- | --------------------------------------------------------- |
| 1975 | Carlos Girón (clavados) Olegario Vázquez (tiro deportivo) |

| Año  | Deporte no profesional            |
| ---- | --------------------------------- |
| 1976 | Daniel Bautista (marcha atlética) |

| Año  | Deporte no profesional |
| ---- | --- |
| 1977 | Daniel Bautista (marcha atlética) Domingo Colín (marcha atlética) Raúl González (marcha atlética) Pedro Aroche (marcha atlética) Enrique Vera (marcha atlética) |

| Año  | Deporte no profesional |
| ---- | --- |
| 1978 | Nelson Vargas (natación) Isabel Reuss (natación) Elke Holtz (natación) Ivonne Guerrero (natación) Hellen Plaschinsky (natación) Hilda Huerta (natación) Teresa Rivera (natación) Verónica Espinosa (natación) Alma Espinosa (natación) Martha Espinosa (natación) Yolanda Mendiola (natación) Nancy Reyes (natación) Margarita Arreguín (natación) |

| Año  | Deporte no profesional |
| ---- | --- |
| 1979 | Martín Bermúdez (marcha atlética) Rodolfo Gómez (carreras de fondo atléticas) Selección de fútbol amateur de México: Javier Aguirre Mauricio Peña Almada Manuel Negrete Gustavo Vargas López Carlos de los Cobos Domingo de la Mora Vidal Jacinto Ambriz Herrera José Luis Balderas Arturo Álvarez Perea Guillermo Franco Rueda Miguel Ángel Arredondo Alfredo Díaz Córdova López Gerardo Castellano Velasco Raúl González Cisneros José Policarpio Ortiz A. Jorge Garrido Reyes Retaos Eduardo Ortega Barrón José Rodríguez Báez Mario Velarde Velázquez (entrenador). |

| Año  | Deporte no profesional |
| ---- | --- |
| 1980 | Alberto Valdés Lacarra (equitación) Jesús Gómez Portugal (equitación) Gerardo Tazzer (equitación) Joaquín Pérez de las Heras (equitación) Manuel Mendivil (equitación) José Luis Pérez Soto (equitación) Fabián Vásquez (equitación) |

### 1981-1990
| Año  | Deporte no profesional                                            |
| ---- | ----------------------------------------------------------------- |
| 1981 | Ernesto Canto (marcha atlética) José Antonio Musi Chaya (frontón) |

| Año  | Deporte no profesional                                                                               |
| ---- | --- |
| 1982 | Isabel Reuss (natación) Eduardo Castro (carreras de fondo atléticas) Federación Mexicana de Natación |

| Año  | Deporte no profesional |
| ---- | --- |
| 1983 | José Gómez Cervantes (carreras de fondo atléticas) Luis Rosendo Ramos Maldonado (ciclismo) Gerardo Padilla Vallejo (judo) Fernando Pérez Pascal (tenis) Nilo Dzib Poot (vela) |

| Año  | Deporte no profesional                                                                   | Deporte paralímpico                            |
| ---- | ---------------------------------------------------------------------------------------- | ---------------------------------------------- |
| 1984 | Héctor López Colín (box) Manuel Youshimatz (ciclismo) Daniel Aceves (lucha grecorromana) | Gregoria Gutiérrez Juárez (atletismo adaptado) |

| Año  | Deporte no profesional                                                      | Fomento al deporte                                |
| ---- | --------------------------------------------------------------------------- | ------------------------------------------------- |
| 1985 | Jesús Mena (clavados) Carlos Carsolio (montañismo) Leonardo Lavalle (tenis) | Promoción Deportiva del Distrito Federal (PRODDF) |

| Año  | Deporte no profesional                                  |
| ---- | ------------------------------------------------------- |
| 1986 | Aurora Bretón (tiro con arco) Hugo Rodríguez (natación) |

| Año  | Deporte no profesional                                                                         |
| ---- | ---------------------------------------------------------------------------------------------- |
| 1987 | Carlos Mercenario (marcha atlética) Arturo Barrios (atletismo de fondo) Edda Piccini (boliche) |

| Año  | Deporte no profesional                            | Deporte paralímpico                 | Fomento al deporte               |
| ---- | ------------------------------------------------- | ----------------------------------- | -------------------------------- |
| 1988 | Mario González (box) Jaime Azcárraga (equitación) | Leticia Torres (atletismo adaptado) | Confederación Deportiva Mexicana |

| Año  | Deporte no profesional                                     |
| ---- | ---------------------------------------------------------- |
| 1989 | Ricardo Torres Nava (montañismo) Mónica Torres (taekwondo) |

| Año  | Deporte no profesional            | Deporte paralímpico                   |
| ---- | --------------------------------- | ------------------------------------- |
| 1990 | Ivar Sisniega (pentatlón moderno) | Dora Elia García (atletismo adaptado) |

### 1991-2000
| Año  | Deporte no profesional                                             |
| ---- | ------------------------------------------------------------------ |
| 1991 | Graciela Mendoza (marcha atlética) Iván Ortega (pentatlón moderno) |

| Año  | Deporte no profesional | Deporte paralímpico                 |
| ---- | --- | ----------------------------------- |
| 1992 | Elizabeth Hernández (natación gran fondo) Selección mexicana de frontón: Raúl Saldaña Jiménez Horacio Saldaña Jiménez Pedro Santamaría Saldaña Francisco Vera Quiroz Alfonso Izquierdo Pedro Olivos Jiménez Jaime Salazar Sepúlveda Edgar Salazar Sepúlveda Rosa María Flores Buendía Miryam Muñoz Cadena Alfredo Zea Rafael Texcalpa Villarruel Fernando Iniestra Astudillo José Antonio Musi Chaya Pedro Aguirre Lesaca Juan Pablo Valdés Basaguren Francisco Valdés Basaguren Roberto Iniestra Estudillo Luis Alberto Mercadillo Muñiz Arturo Medina Alanís Xavier Ugartechea Escoset. | Araceli Castro (atletismo adaptado) |

| Año  | Deporte no profesional                                                 | Deporte paralímpico                               |
| ---- | ---------------------------------------------------------------------- | ------------------------------------------------- |
| 1993 | Daniel García Córdova (marcha atlética) Águeda Pérez López (taekwondo) | Equipo mexicano de deportes sobre silla de ruedas |

| Año  | Deporte no profesional                                        |
| ---- | ------------------------------------------------------------- |
| 1994 | Mary José Alcalá (clavados) Bernardo Segura (marcha atlética) |

| Año  | Deporte no profesional | Entrenador                        | Fomento al deporte                              |
| ---- | --- | --------------------------------- | ----------------------------------------------- |
| 1995 | Fernando Platas (clavados) Celia Flores Caballero (boliche) Dionicio Cerón (carreras atléticas de fondo) María del Carmen Díaz (carreras atléticas de fondo) | Jerzy Hausleber (marcha atlética) | Pentathlón Deportivo Militarizado Universitario |

| Año  | Deporte no profesional     | Deporte paralímpico                                                             | Entrenador                       |
| ---- | -------------------------- | ------------------------------------------------------------------------------- | -------------------------------- |
| 1996 | Víctor Estrada (taekwondo) | Saúl Mendoza (atletismo adaptado) Alejandro Guerrero Baños (atletismo adaptado) | Jorge Rueda Amézquita (clavados) |

| Año  | Deporte no profesional                                               | Entrenador                            |
| ---- | -------------------------------------------------------------------- | ------------------------------------- |
| 1997 | Mónica del Real (taekwondo) Miguel Ángel Rodríguez (marcha atlética) | José Adrián Navarro (marcha atlética) |

| Año  | Deporte no profesional | Entrenador                             |
| ---- | --- | -------------------------------------- |
| 1998 | Nora Leticia Rocha (carreras atléticas de medio fondo) Equipo masculino de pentatlón moderno: Horacio de la Vega Sergio Salazar Salazar Abdías Caleb Salazar Salazar. | Miguel Ángel Sánchez (marcha atlética) |

| Año  | Deporte no profesional                                                                                      | Entrenador                                      | Fomento al deporte |
| ---- | --- | ----------------------------------------------- | ------------------ |
| 1999 | Ana Gabriela Guevara (carreras atléticas de velocidad) Alejandro Cárdenas (carreras atléticas de velocidad) | Juan Hernández Jiménez (atletismo de velocidad) | Georgina Grijalva  |

| Año  | Deporte no profesional | Entrenador                      |
| ---- | --- | ------------------------------- |
| 2000 | Soraya Jiménez (levantamiento de pesas) Noé Hernández (marcha atlética) Joel Sánchez Guerrero (marcha atlética) Christian Bejarano Benítez (boxeo) | Vicente Torres Valencia (boxeo) |

### 2001-2010
| Año  | Deporte no profesional                               | Deporte paralímpico                    | Deporte profesional | Entrenador                                   |
| ---- | ---------------------------------------------------- | -------------------------------------- | ------------------- | -------------------------------------------- |
| 2001 | Nancy Contreras (ciclismo) Belem Guerrero (ciclismo) | Juan Ignacio Reyes (natación adaptada) | Lorena Ochoa (golf) | Arturo Aguirre Dickinson (pentatlón moderno) |

| Año  | Deporte no profesional     | Deporte paralímpico                               | Deporte profesional | Entrenador                                     | Fomento al deporte                                                  |
| ---- | -------------------------- | ------------------------------------------------- | ------------------- | ---------------------------------------------- | ------------------------------------------------------------------- |
| 2002 | Iridia Salazar (taekwondo) | Salvador Hernández Mondragón (atletismo adaptado) |                     | Raúl Barreda (carreras atléticas de velocidad) | Federación Mexicana de Juegos y Deportes Autóctonos y Tradicionales |

| Año  | Deporte no profesional | Deporte paralímpico                    | Deporte profesional | Entrenador                            |
| ---- | --- | -------------------------------------- | ------------------- | ------------------------------------- |
| 2003 | Adriana Fernández (carreras atléticas de medio fondo) Laura Sánchez Soto (clavados) Paola Espinosa (clavados) Andrés Espinosa (carreras atléticas de fondo) | Ariadne Hernández (atletismo adaptado) |                     | José Almanzor Martínez (tiro de arco) |

| Año  | Deporte no profesional                                                                                     | Deporte paralímpico                    | Deporte profesional   | Entrenador                                   |
| ---- | --- | -------------------------------------- | --------------------- | -------------------------------------------- |
| 2004 | Ana Gabriela Guevara (carreras atléticas de velocidad) Belem Guerrero (ciclismo) Óscar Salazar (taekwondo) | Doramitzi González (natación adaptada) | Hugo Sánchez (fútbol) | Fernando Gutiérrez Vélez (natación adaptada) |

| Año  | Deporte no profesional | Deporte paralímpico | Deporte profesional   | Entrenador              | Fomento al deporte |
| ---- | --- | ------------------- | --------------------- | ----------------------- | ------------------ |
| 2005 | Ana Gabriela Guevara (carreras atléticas de velocidad) Rommel Pacheco (clavados) Selección de fútbol sub-17 de México: Sergio Javier Arias Patricio Araujo Efraín Juárez Christian Sánchez Narváez Héctor Moreno Omar Esparza Jorge Hernández Giovani dos Santos Carlos Vela Ever Guzmán Mario Alberto Gallegos Alejandro Gallardo Edgar Andrade Heriberto Beltrán Juan Carlos Silva Adrián Aldrete Pedro Valverde César Villaluz Cristian Flores íñiguez Enrique Esqueda Jesús Ramírez (entrenador). |                     | Jorge Cantú (beisbol) | Javier Aguirre (fútbol) | Alfredo Harp Helú  |

| Año  | Deporte no profesional             | Deporte paralímpico                   | Deporte profesional                            | Entrenador                   | Fomento al deporte |
| ---- | ---------------------------------- | ------------------------------------- | ---------------------------------------------- | ---------------------------- | ------------------ |
| 2006 | José Everardo Cristóbal (canotaje) | Moisés Beristáin (atletismo adaptado) | Vinicio Castilla (beisbol) Lorena Ochoa (golf) | Reinaldo Salazar (taekwondo) |                    |

| Año  | Deporte no profesional                                           | Deporte paralímpico                | Deporte profesional | Entrenador                   | Fomento al deporte     |
| ---- | ---------------------------------------------------------------- | ---------------------------------- | ------------------- | ---------------------------- | ---------------------- |
| 2007 | Paola Espinosa (clavados) María del Rosario Espinoza (taekwondo) | Patricia Valle (natación adaptada) | Lorena Ochoa (golf) | José Luis Onofre (taekwondo) | Fundación Telmex, A.C. |

| Año  | Deporte no profesional                                                      | Deporte paralímpico                                                             | Deporte profesional | Entrenador                   | Fomento al deporte     |
| ---- | --------------------------------------------------------------------------- | ------------------------------------------------------------------------------- | ------------------- | ---------------------------- | ---------------------- |
| 2008 | Guillermo Pérez Sandoval (taekwondo) María del Rosario Espinoza (taekwondo) | Nely Miranda (natación adaptada) Amalia Pérez (levantamiento de pesas adaptado) |                     | José Luis Onofre (taekwondo) | Fundación Telmex, A.C. |

| Año  | Deporte no profesional                                                              | Deporte paralímpico                | Deporte profesional        | Entrenador            | Fomento al deporte |
| ---- | ----------------------------------------------------------------------------------- | ---------------------------------- | -------------------------- | --------------------- | ------------------ |
| 2009 | Paola Espinosa (clavados) Joaquín Capilla (clavados) Eder Sánchez (marcha atlética) | Aarón Gordián (atletismo adaptado) | Cuauhtémoc Blanco (fútbol) | Rafael Alarcón (golf) | Antonio Argüelles  |

| Año  | Deporte no profesional                                      | Deporte paralímpico                        | Deporte profesional    | Entrenador               | Fomento al deporte |
| ---- | ----------------------------------------------------------- | ------------------------------------------ | ---------------------- | ------------------------ | ------------------ |
| 2010 | Paola Longoria (clavados) Juan René Serrano (tiro con arco) | Mauro Máximo de Jesús (atletismo adaptado) | Joakim Soria (beisbol) | Iván Bautista (clavados) | Teócrito Arteaga   |

### 2011-2020
| Año  | Deporte no profesional                                 | Deporte paralímpico                             | Deporte profesional       | Entrenador                        | Fomento al deporte |
| ---- | ------------------------------------------------------ | ----------------------------------------------- | ------------------------- | --------------------------------- | ------------------ |
| 2011 | Yahel Castillo (clavados) Yadira Lira Navarro (karate) | María de los Ángeles Ortiz (atletismo adaptado) | Adrián González (beisbol) | Jerzy Hausleber (marcha atlética) | Daniel Aceves      |

| Año  | Deporte no profesional     | Deporte paralímpico                          | Deporte profesional | Entrenador             | Árbitro       | Trayectoria deportiva      | Fomento al deporte |
| ---- | -------------------------- | -------------------------------------------- | --- | ---------------------- | ------------- | -------------------------- | ------------------ |
| 2012 | Aída Román (tiro con arco) | Gustavo Sánchez Martínez (natación adaptada) | Selección de fútbol sub-23 de México: Javier Aquino Néstor Araujo Darvin Chávez José de Jesús Corona Javier Cortés Marco Fabián Jorge Enríquez García Héctor Herrera Israel Jiménez Raúl Jiménez Hiram Ricardo Mier Oribe Peralta Miguel Ángel Ponce Diego Reyes Rosales Giovani dos Santos José Antonio Rodríguez Carlos Salcido Néstor Vidrio Luis Fernando Tena (entrenador). | José Peláez (natación) | Naomi Valenzo | María del Rosario Espinoza | Nelson Vargas      |

| Año  | Deporte no profesional                                                           | Deporte paralímpico              | Deporte profesional | Entrenador               | Árbitro                  | Trayectoria deportiva | Fomento al deporte |
| ---- | -------------------------------------------------------------------------------- | -------------------------------- | --- | ------------------------ | ------------------------ | --------------------- | ------------------ |
| 2013 | Daniel Corral (gimnasia) Uriel Adriano (taekwondo) Luis Rivera (salto de altura) | Nely Miranda (natación adaptada) | Selección de baloncesto de México: Noé Alonzo Gustavo Ayón Fernando Benítez Jesús González Jovan Harris Jorge Gutiérrez Héctor Hernández Román Eduardo Martínez Orlando Méndez-Valdez Pedro David Meza Rogel Lorenzo Mata Paul Stoll. | Óscar Aguirre (Gimnasia) | Ricardo Bañuelos Padilla | Carolina Valencia     | SEDENA             |

| Año  | Deporte no profesional         | Deporte paralímpico           | Deporte profesional       | Entrenador                                           | Árbitro                     | Trayectoria deportiva | Fomento al deporte |
| ---- | ------------------------------ | ----------------------------- | ------------------------- | ---------------------------------------------------- | --------------------------- | --------------------- | ------------------ |
| 2014 | Rodrigo Diego López (clavados) | Eduardo Ávila (judo adaptado) | Adrián González (beisbol) | Iván Bautista (clavados) Sergio Ramírez (baloncesto) | Miguel Ángel Ramírez Rivera | Paola Longoria        | IMSS               |

| Año  | Deporte no profesional                                                  | Deporte paralímpico                                                             | Deporte profesional       | Entrenador                                                                      | Árbitro | Trayectoria deportiva        | Fomento al deporte |
| ---- | ----------------------------------------------------------------------- | ------------------------------------------------------------------------------- | ------------------------- | ------------------------------------------------------------------------------- | ------- | ---------------------------- | ------------------ |
| 2015 | Saúl Gutiérrez Macedo (taekwondo) Crisanto Grajales Valencia (triatlón) | Nely Miranda (natación adaptada) Amalia Pérez (levantamiento de pesas adaptado) | Gustavo Ayón (baloncesto) | Eugenio Adrián Chimal Domínguez (triatlón) José Raúl Peláez (natación adaptada) |         | Guillermo Echevarría y Pérez | José Sulaimán      |

| Año  | Deporte no profesional | Deporte paralímpico | Deporte profesional     | Entrenador                    | Árbitro       | Trayectoria deportiva                                 | Fomento al deporte |
| ---- | --- | --- | ----------------------- | ----------------------------- | ------------- | ----------------------------------------------------- | ------------------ |
| 2016 | María del Rosario (taekwondo) Guadalupe González (marcha atlética) Misael Rodríguez (box) Ismael Hernández (pentatlón) Germán Sánchez (clavados) | Edgar Navarro (atletismo adaptado) Luis Zepeda (atletismo adaptado) Rebeca Valenzuela (atletismo adaptado) Lenia Ruvalcaba (judo adaptado) | Roberto Osuna (beisbol) | Hilario Ávila (judo adaptado) | Nubia Segundo | Cristina Hoffman Víctor Espinoza María Teresa Ramírez | Carlos Bremmer     |

| Año  | Deporte no profesional                               | Deporte paralímpico                                                    | Deporte profesional       | Entrenador                                                                   | Árbitro             | Trayectoria deportiva      | Fomento al deporte |
| ---- | ---------------------------------------------------- | ---------------------------------------------------------------------- | ------------------------- | ---------------------------------------------------------------------------- | ------------------- | -------------------------- | ------------------ |
| 2017 | Adriana Jiménez (clavados) Natalia Botello (esgrima) | María Isabel Huitrón (judo adaptado) Diana Coraza (atletismo adaptado) | Javier Hernández (fútbol) | Iván Rodríguez (atletismo adaptado) Adriana María Loftus (nado sincronizado) | Sergio Rocha Chávez | Daniel Aceves Felipe Muñoz | Carlos Slim Helú   |

| Año  | Deporte no profesional                        | Deporte paralímpico                                      | Deporte profesional | Entrenador                                       | Árbitro | Trayectoria deportiva           | Fomento al deporte |
| ---- | --------------------------------------------- | -------------------------------------------------------- | ------------------- | ------------------------------------------------ | ------- | ------------------------------- | ------------------ |
| 2018 | Alegna González (carreras atléticas de fondo) | José de Jesús Castillo (levantamiento de pesas adaptado) | Saúl Álvarez (box)  | Ignacio Zamudio (atletismo) Iván Ruiz (ciclismo) |         | Samantha Terán Olegario Vázquez | Salvador Quirarte  |

| Año  | Deporte no profesional  | Deporte paralímpico                  | Deporte profesional | Entrenador                   | Árbitro          | Trayectoria deportiva | Fomento al deporte |
| ---- | ----------------------- | ------------------------------------ | ------------------- | ---------------------------- | ---------------- | --------------------- | ------------------ |
| 2019 | Alexa Moreno (gimnasia) | Diego López Díaz (natación adaptada) |                     | Alfonso Victoria (taekwondo) | César Valenzuela | Paola Espinosa        | Víctor Tello       |

| Año  | Deporte no profesional | Deporte paralímpico                 | Deporte profesional              | Entrenador                                                                   | Árbitro               | Trayectoria deportiva        | Fomento al deporte         |
| ---- | --- | ----------------------------------- | -------------------------------- | ---------------------------------------------------------------------------- | --------------------- | ---------------------------- | -------------------------- |
| 2020 | Selección femenina de sóftbol de México: Stefanía Aradillas Suzannah Brookshire Brittany Cervantes Dallas Escobedo Tatyana Forbes Chelsea Gonzáles Sierra Hyland Taylor McQuillin Danielle O'Toole Shasel Palacios Nicole Rangel Sidney Romero Amanda Sánchez Anissa Urtez Victoria Vidales. Jessica Salazar (ciclismo) Yahel Castillo (clavados) Juan Celaya (clavados) | Juan Diego García López (taekwondo) | Renata Zarazúa Ruckstuhl (tenis) | Diankov Stefan Marinov (clavados) Jesús Salvador González Arreola (voleibol) | Lucila Venegas Montes | Fernando Valenzuela Anguamea | Mauricio Sulaimán Saldivas |

### 2021-act.
| Año  | Deporte no profesional                 | Deporte paralímpico                          | Deporte profesional   | Entrenador                                                            | Árbitro                    | Trayectoria deportiva                             | Fomento al deporte |
| ---- | -------------------------------------- | -------------------------------------------- | --------------------- | --------------------------------------------------------------------- | -------------------------- | ------------------------------------------------- | ------------------ |
| 2021 | Aremi Fuentes (levantamiento de pesas) | Mónica Olivia Rodríguez (atletismo adaptado) | Julio Urías (beisbol) | José Manuel Zayas (levantamiento de pesas) Jannet Alegría (taekwondo) | Mayte Ivonne Chávez García | María del Rosario Espinoza Carlos Girón Gutiérrez |                    |

| Año  | Deporte no profesional | Deporte paralímpico                           | Deporte profesional          | Entrenador                  | Árbitro    | Trayectoria deportiva | Fomento al deporte                                      |
| ---- | --- | --------------------------------------------- | ---------------------------- | --------------------------- | ---------- | --------------------- | ------------------------------------------------------- |
| 2022 | Isabel Aburto Romero (Piragüismo) Karina Alanís (Piragüismo) Beatriz Briones (Piragüismo) Maricela Montemayor (Piragüismo) | Jesús Hernández Hernández (natación adaptada) | Sergio Pérez (automovilismo) | Elizabeth Orta (Piragüismo) | Karen Díaz | Julio César Chávez    | Instituto del Deporte de los Trabajadores, A.C. (INDET) |

| Año  | Deporte no profesional                                                 | Deporte paralímpico                        | Deporte profesional | Entrenador                           | Árbitro               | Trayectoria deportiva       | Fomento al deporte                |
| ---- | ---------------------------------------------------------------------- | ------------------------------------------ | --- | ------------------------------------ | --------------------- | --------------------------- | --------------------------------- |
| 2023 | Alejandra Valencia (Tiro con arco) Carlos Sansores Acevedo (Taekwondo) | José Arnulfo Castorena (natación adaptada) | Selección de béisbol de México: Óliver Pérez Martínez Julio Urías José Urquidy Luis Urías Randy Arozarena Álex Verdugo Jaime Arias Bautista Erubiel Armenta Javier Assad Manny Barreda Víctor Castañeda Luis Cessa Felipe González Adrián Martínez Roel Ramírez Alan Rangel Gerardo Reyes Wilmer Ríos Joseph Romero Jake Sánchez Patrick Sandoval César Vargas Taijuan Walker Samuel Zazueta Austin Barnes Alexis Wilson Jonathan Aranda Joey Meneses Isaac Paredes Rowdy Téllez Alan Trejo Roberto Valenzuela José Cardona Jarren Durán Alek Thomas Vinicio Castilla (entrenador de banca) Benjamín Gil (entrenador). | Edison Omar Reynoso Sandoval (Boxeo) | Blanca Cecilia Casale | Jorge Luis Martínez Morales | Secretaría de la Defensa Nacional |

| Año  | Deporte no profesional                                                                 | Deporte paralímpico                                                 | Deporte profesional     | Entrenador                                                                                           | Árbitro            | Trayectoria deportiva               | Fomento al deporte  |
| ---- | -------------------------------------------------------------------------------------- | ------------------------------------------------------------------- | ----------------------- | --- | ------------------ | ----------------------------------- | ------------------- |
| 2024 | Prisca Awiti (Judo) Osmar Olvera (Clavados) Juan Celaya (Clavados) Marco Verde (Boxeo) | Gloria Zarza (Para Atletismo) Juan Pablo Cervantes (Para Atletismo) | Charlyn Corral (Fútbol) | Radamés Hernández (Boxeo) Iván Rodríguez Luna (Para Atletismo) Martín Velasco Soria (Para Atletismo) | Katia Itzel García | Alejandra Orozco Loza Daniel Aceves | Fundación Harp Helú |